# Colonia-Hochhaus
Il Colonia-Hochhaus è un grattacielo residenziale di Colonia, sito sulla riva del Reno, a nord del centro storico.

## Descrizione
Fu costruito nel 1972-1973 su progetto di Henrik Busch, e con i suoi 137 metri d'altezza, per complessivi 49 piani, costituiva il più alto edificio residenziale d'Europa.
Ogni piano ha 9 appartamenti, tutti serviti da un unico connettivo verticale con scale e ascensori; le facciate esterne sono completamente bordate da balconi, con un forte effetto plastico. Alla base del grattacielo è posto uno zoccolo alto tre piani, che contiene negozi, una piscina coperta e un giardino d'infanzia.